# كينشيرو

شخصية كينشيرو في الرسوم المتحركة عقد 1980

كينشيرو (باليابانية: kenshirō, ケンシロウ) أو كين, هو الشخصية الرئيسية من سلسلة المانجا والأنمي اليابانية قبضة نجم الشمال. وهو الخليفة الرابع والستون لأسلوب القتال الأسطوري (الخيالي) هوكتو شينكن (北斗神拳　hokuto shinken), خلفا لمعلمه ريوكن، بعد أن اختاره من بين إخوانه الثلاثة بعد مرور سنوات طويلة من التدريب على مختلف الفنون القتالية. في القصة، يعتبر كينشيرو من أشهر وأقوى المقاتلين في عصره بعد أن تغلب على الكثير من خصومه أمثال ساوذر وجاكي وراو، والذين كانو أكثرهم ممن يحكمون الناس بالخوف أو ممن يتضطهدون الضعفاء ويستولون على مصدر عيشهم أو يستعبدونهم، في ظل الفوضى وظروف الحياة الشاقة وقلة الماء والدواء.

## مؤدي الصوت
أدى رأفت بازو في مسلسل الرسوم المتحركة المدبلج «سيف النار»، والتي أنتجته شركة الزهرة في سورية.